# Alexandre Aguillon
Pour les articles homonymes, voir Aguillon.
Ne doit pas être confondu avec Louis d'Aguillon.
Alexandre-François Aguillon (28 mai 1765, Toulon - 24 décembre 1845, Toulon), est un homme politique français.

## Biographie
Alexandre Aguillon naît le 28 mai 1765 à Toulon. Il est le fils de Jean-François Aguillon, négociant, et de son épouse, Marie-Victoire Caire.
L'un des principaux négociants de Toulon, Alexandre Aguillon est élu député du Var le 25 février 1824 et le reste jusqu'en 1830.
Aguillon, très dévoué à la cause de la monarchie légitime, fit partie, à son arrivée à la Chambre et durant la première législature, de la majorité qui soutenait le ministère Villèle ; mais ayant été réélu le 17 novembre 1827, par la même circonscription, il montra une tendance à se rapprocher du centre, et vota quelquefois contre Villèle, surtout dans la session de 1828. 
Il meurt à Toulon le 24 décembre 1845.
Il est le grand-père de Louis Aguillon et le petit-fils de Louis d'Aguillon.

## Sources
- « Alexandre Aguillon », dans Adolphe Robert et Gaston Cougny, Dictionnaire des parlementaires français, Edgar Bourloton, 1889-1891 [détail de l’édition]
- Bernard Brisou, « Aguillon Alexandre », dans Histoire de l'Académie du Var : des origines à 1835, t. II, éd. association Livres en Seyne, 2019, 326 p. (ISBN 979-10-96694-09-9), p. 146. .
- Joseph Salvarelli, Les administrateurs du département du Var, 1790-1897; notice biographiques, Draguignan, Impr. Olivier-Joulian, 1897, 519 p. (lire en ligne), p. 66